# Phil Desjardins
Pour les articles homonymes, voir Jean Fontaine, Fontaine et Desjardins.
Ne doit pas être confondu avec Jean Fontaine (acteur).
Phileas, dit Phil Desjardins est un acteur québécois né le 17 mars 1896 à Verdun et mort le 7 novembre 1989 à Montréal. Dans les années 1920 à 1940, il a joué sous le pseudonyme de Jean Fontaine.

## Biographie
Très actif dans les années 1920-1930, il fut aussi régisseur aux Variétés lyriques de Montréal et professeur de théâtre pendant vingt-cinq ans au conservatoire Lassalle.
Il a joué dans le premier film québécois de fiction, À la croisée des chemins (1943), de Jean-Marie Poitevin, et a paru dans Tiens-toi bien après les oreilles à papa de Jean Bissonnette, Une journée en taxi de Robert Ménard, Réjeanne Padovani de Denys Arcand, J.A. Martin photographe de Jean Beaudin et Le soleil se lève en retard d'André Brassard.
On a pu le voir dans des petits rôles et figurations dans une trentaine d'autres films, et quelques dramatiques télé comme La Petite Patrie de Claude Jasmin (deux épisodes). Il a fait sa dernière apparition dans la dramatique Le Dernier Dimanche de madame Rose de Gilles Sainte-Marie, diffusée à Radio-Canada.
À son décès, en 1989, il était le doyen de l'Union des artistes.